# Johan 1. af Brandenburg
Johan 1. af Brandenburg (født i ca. 1213, død 4. april 1266) var fra 1220 til sin død markgreve af Brandenburg sammen med sin bror, Otto 3. også kaldet Otto den Fromme.
De to markgrever tilhørte slægten askanierne, og deres regeringstid var præget af en omfattende ekspansion af markgrevskabet mod øst, som indlemmede de sidste dele af Teltow og Barnim, Uckermark, Land Stargard, Land Lebus og de første dele øst for Oder i Neumark. De kunne fastholde den indenrigspolitiske indflydelse og Brandenburgs stilling i det hellige Tysk-romerske rige, hvilket blandt andet kom til udtryk ved, at Johans bror Otto i 1256 var kandidat til at blive rigets konge. Yderligere grundlagde de flere byer og herunder de to byer, Cölln og Berlin, som senere smeltede sammen til den tyske hovedstad Berlin. De udbyggede den nærliggende askaniske borg i Spandau til at være deres foretrukne residens.
I den sidste tid af deres regeringsperiode delte de Brandenburg mellem sig i den johanske- og ottoske linje i henhold til arvereglerne og stiftede i 1258 under navnet Mariensee cistercienserklosteret Kloster Chorin, mens det traditionelle askaniske gravmæle Kloster Lehnin forblev hos den ottoske linje. Da denne linje uddøde i 1317, blev de to landsdele igen sammenlagt under Johan 1.'s barnebarn Valdemar af Brandenburg.

## Liv

### Formynderskabstiden
Johan var ældste søn af Albrecht 2. af Brandenburg af slægten Askanierne og Mathilde (Mechthild) af slægten Lausitz, datter af grev Konrad 2. af Groitzsch fra en sidegren af Wettin-slægten.
Da både Johan og hans to år yngre bror Otto var umyndige ved deres faders død i 1220, overdrog kejser Frederik 2. det lensformynderskab, som tilfaldt ham, til ærkebiskop Albrecht 1. fra Magdeburg. Formynderskabet udøvede grev Henrik 1. af Anhalt sammen med hertug Albrecht 1. af Sachsen, der var fætre til Albrecht 2. Som sønner af hertug Bernhard 3. af Sachsen var de to de nærmeste slægtninge på faderens side, idet dog Henrik som den ældste af dem havde førstefødselsretten.
I 1221 tilbagekøbte deres mor, grevinde Mathilde, lensformynderskabet fra Magdeburg ærkebispedømme for 1900 Mark Magdeburger-sølv og regerede i den følgende tid sammen med Henrik 1. i sine sønners sted. Da Magdeburgs ærkebiskop kort tid efter rejste til kejser Frederik 2. i Italien, forsøgte den sachsiske hertug Albrecht at udnytte situationen til egen fordel, hvilket førte til en splid med broderen Henrik 1. De sachsiske overgreb fik Mechthilds svoger, grev Henrik 1. af Braunschweig-Lüneburg til at gribe ind. En egentlig fejde blev dog forhindret, da Frederik 2. opfordrede de fyrstelige brødre til at holde fred.
Sandsynligvis udøvede brødrene Johan og Otto stillingen som lensherrer for markgrevskabet Brandenburg i fællesskab fra deres mors død i 1225. De var på dette tidspunkt formodentlig henholdsvis 12 (Johan) og 10 år (Otto) gamle. I 1231 skal de i Brandenburger Neustadt have fået deres ridderslag ("Schwertleite") – dette år anses for den officielle begyndelse på deres regeringstid.

### Indenrigspolitik
Efter grev Henrik af Braunschweig-Lüneburgs død i 1227 støttede brødrene dennes nevø, Otto "Barnet", som var deres svoger, og som kun med våbenmagt kunne holde stand mod staufiske krav og sine egne regeringsråder. I 1229 kom det til en fejde med den tidligere lensformynder, ærkebiskop Albrecht, som dog blev bilagt fredeligt. Sammen med deres tidligere modstandere og forsvarere deltog de i 1235 i rigsdagen i Mainz, hvor landefreden i Mainz blev bekendtgjort.
Efter opgøret om kongemagten mellem Konrad 4. og Henrik Raspe anerkendte de i 1251 kong Vilhelm af Holland, og i 1257 udøvede de for første gang den brandenburgske kurret ved valget af Alfons 10. efter at Otto 3. i 1256 havde været en af kandidaterne til kongeværdigheden. Han blev ikke konge, men kandidaturet udtrykte i sig selv den voksende indenrigspolitiske betydning, som brødrenes regering havde givet grevskabet, der var grundlagt af Albrecht der Bär i 1157. Det var i de første år knap blevet taget i betragtning, men opnåede i 1230'erne/1240'erne endegyldigt status som Reichskämmerer-område. Markgrevernes ret til at deltage i valg af tysk statsoverhoved kunne der fra midten af det 13. århundrede ikke ses bort fra.

### Udvidelse af landområdet
Sammen med sin broder udvidede Johann 1. markgrevskabets område og udbyggede markedspladser eller borganlæg som Spandau, Cölln, Berlin og Prenzlau til centrale landsbyer eller byer. Dertil hørte også Frankfurt an der Oder, som Johan I. efter at have udnævnt en "lokator" (som styrede tilflytning og bosættelse) i 1253 opløftede til bystatus.

#### Teltowkrigen og Landin-overenskomsten
De sidste dele af Barnim og den sydlige del af Uckermark til floden Welse indgik fra 1230/1245 i markgrevskabet Brandenburg. Den 20. juni 1236 overtog de to markgrever ved Kremmen-aftalen området Land Stargard foruden Beseritz og Wustrow fra hertug Wartislaw 3. af Pommern. Samme år påbegyndte askanierne opførelsen af borgen Burg Stargard til sikring af deres nordøstlige besiddelser.
Selv om den ligger tæt ved Berlin-Cölln og i dag er en bydel i Berlin, kom det daværende hovedsæde for Sprewanerne, den slaviske borg Köpenick (Copnic = ø-by) ved sammenløbet af Spree og Dahme, først i 1245 under askanisk styre efter en syvårig kamp om Barnim og Teltow med meißner-wettinerne. Efter denne Teltowkrig kom også den wettinske fæstning Mittenwalde i markgrevernes besiddelse, og de udvidede i det følgende konsekvent deres område mod øst. I 1249 nåede de med erhvervelsen af dele af Land Lebus Oderfloden.
Da pommernhertugerne ved Landin-overenskomsten i 1250 udvekslede det nordlige Uckermark (Terra uckra) til floden Welse, Randow og Löcknitz mod halvdelen af landområdet Wolgast med askanierne, havde Johan 1. og Otto 3. endegyldigt lagt grundlaget for den tyske kolonisering af landet hinsides Oder (Terra trans Oderam). Ved denne udveksling kom også ægteskabspolitikken ham til hjælp, for Johans første hustru Sofie, datter af den danske konge Valdemar Sejr, havde i 1230 bragt det halve Wolgast med ind i ægteskabet som medgift. Overenskomsten i Landin fra år 1250 gælder som Uckermarks fødselsdag.

#### Neumark og stabiliseringspolitik
Ved landerhvervelser overskred brødrene Oder og udbyggede deres herskerområde videre østpå til floden Drage og nordpå til floden Persante. I 1257 grundlagde Johan 1. byen Landsberg ved Warthe omkring 80 kilometer nordøst for Frankfurt an der Oder som bolværk mod den nærliggende polske grænsefæstning Santok. I 1261 købte markgreverne byen Myślibórz (tysk navn: Soldin) af tempelridderne, og den udviklede sig til et magtcentrum for Neumark-området.
For at sikre stabiliteten i de nye landsdele greb de to markgrever til et gennemprøvet askanisk middel: At grundlægge klostre og oprette beboelser. Allerede omkring 1230 havde de understøttet den polske grev Nicolaus Bronisius' oprettelse af cistercienserklostret Kloster Paradies i nærheden af Międzyrzecz (Meseritz) som aflægger af Lehnin. Forbindelsen med den polske greve tjente til grænsesikring mod Pommern og forberedte i økonomisk henseende overtagelsen af den del af Neumark. Som bosættere kom for eksempel den senere adelsslægt Sydow dertil. I den vestlige del af det nuværende polske voivodskab Vestpommern forlenede de adelsfamilien von Jagow med den lille by Cedynia (Zehden).
Landudvidelserne og askaniernes fremtrængen mod Østersøen, den mellemste Oder og Uckermark resumerer Stefan Warnatsch således: "Den store succes med herskerområdets udbygning i det 13. århundrede skyldtes frem for alt bedstefaderen Albrecht des Bären […]. I deres opfattelse af førelse nåede de i rumlig og konceptmæssig forstand tydeligt længere end deres forgængere." Ifølge Lutz Partenheimer "havde askanierne (omkring 1250) trængt deres magdeburgske, wettinske, mecklenburgske, pommerske, polske og mindre konkurrenter tilbage på alle fronter.“ Dog lykkedes det ikke Johan 1. og Otto 3. at etablere den strategisk vigtige forbindelse med Østersøen, som de forsøgte at opnå ved at omgå Pommern langs Oder og senere gennem Neumark.

### Udvikling af Berlinområdet
Udviklingen af Berlinområdet er tæt knyttet til de to markgrevers politik. Mens Berlins to grundlæggelsesbyer (Cölln og Berlin) er relativt sene grundlæggelser fra omkring 1230/1240 (eller, efter nyere analyser 1170/1200), fandtes de nuværende berlinerdele Spandau og Köpenick som murede borge allerede i slavisk tid (nogenlunde fra 720) og havde derved af naturlige grunde større strategisk og politisk betydning end de to købmandsbyer Berlin og Cölln. Grænsen mellem slaverstammerne Hevellerne og Sprewanerne løb længe midt gennem det nuværende Berlin. Spandau var som hevellernes østlige forpost under Pribislaw-Henrik allerede omkring 1130 forbundet, omend kun indirekte, med markgrevskabet via en arveaftale (som først blev gældende i 1150) mellem Albrecht der Bär og Pribislaw-Henrik, mens Köpenick først kom endeligt med i 1245.

#### Spandauresidensen
Efter et slag ved Plauer See i nærheden af deres residens Brandenburg an der Havel, som de tabte i 1229 mod tropper fra den magdeburgske ærkebiskop, deres tidligere lensformynder, måtte brødrene flygte til deres borg i Spandau, da brandenburgerne på grund af de forfølgende magdeburgere nægtede at åbne byens porte. I den følgende tid gjorde brødrene Spandau – ved Tangermünde i Altmark – til deres foretrukne residens. Mellem 1232 og 1266 er bevidnet sytten ophold på stedet, flere end for noget andet sted.
Mest sandsynligt havde allerede Albrecht der Bär endnu før eller kort efter sin sejr mod Jaxa (sandsynligvis Jaxa af Köpenick) i 1157 ladet det slaviske anlæg på borgøen udbygge af hensyn til grænsesikringen. Mod århundredets slutning flyttede askanierne – formodentlig på grund af det stigende grundvandsspejl – denne borg omkring en kilometer mod nord til området omkring det nuværende Spandau Zitadel. Fra 1197 anses eksistensen af en askanisk borg for sikkert påvist. Johan 1. og hans bror udbyggede anlægget og fremmede civitas (byrettigheder senest fra 1232) med mange initiativer, blandt andet gennem den rigt udstyrede benediktiner-stiftelse, nonneklosteret Sankt Marien i 1239. Nonnendammallee, en af Berlins ældste gader og allerede del af en handelsgade i det 13. århundrede under navnet Nonnendamm, minder om klosteret. 

#### Udbygning af Cölln og Berlin
I nabobyerne Berlin og Cölln, der er adskilt af Spree, findes der, til trods for at den modsatte opfattelse også ses, ikke de ringeste tegn på en tidligere bylignende slavisk bebyggelse. Først i den slavisk-tyske overgangstid fik Berlinervadestedet over den stort set sumpede dal Berliner Urstromtal stigende betydning, da Johan 1. og Otto 3. befolkede de indtil da tyndt befolkede højsletter Teltow og Barnim med slaviske folk fra nærliggende områder og med tyske tilflyttere.
Ifølge Adriaan von Müller lå den strategiske betydning af Cölln og Berlin og årsagen til deres grundlæggelse meget sandsynligt i at danne og sikre en modpol til det wettinske handelsknudepunkt Köpenick med egne handelsveje mod nord og øst. Det brede vadested over to eller endda tre flodarme kunne formodentlig bedst beskyttes med to befæstede nabobyer. Det nordvestlige Teltow sikrede markgreverne med understøttelse af tempelridderne ved landsbyer som Marienfelde, der senere fulgtes af en hel række tilsvarende som de nuværede bydele Mariendorf, Rixdorf og Tempelhof. Efter at Köpenick var blevet askanisk ved besejringen af wettinerne i Teltow-krigen i 1245 tabte Köpenick stadig mere i betydning, mens Berlin og Cölln modsat fik en øget central position i det nye områdes handelsopland.
Ifølge Winfried Schich gælder det, "at Berlin og Cölln først og fremmest kan takke strukturændringer i dette område i perioden med højmiddelalderlige bosættelser for deres bymæssige udvikling. De førte på den ene side til en større befolkning i landområderne, og på den anden side fulgtes de af en nyordning af fjernhandelsvejene. […] Under markgreverne Johan 1.'s og Otto 3.'s regeringstid […/blev] også Teltows og Barnims dilluviale højtliggende sletter med deres svære og forholdsvis frugtbare jord planmæssigt befolket og taget under ploven." I den første bosættelsesfase havde det derimod været områder, der var lavtliggende og ved vandet, som på grund af deres lettere jord havde været foretrukne bosættelsessteder.
Krøniken Chronica Marchionum Brandenburgensium fra 1280 beretter, at Johan 1. og Otto 3. opfører (exstruxerunt) Berlin og andre byer. Da de tiltrådte deres markgreveembede i 1225, regnes derefter tiden omkring 1230 som tidspunktet for Berlins grundlæggelse. Nyere arkæologiske undersøgelser har for begge kernebebyggelser i Berlin kunnet påvise spor af bosættelser i forbindelse med en formodet markedsplads allerede fra slutningen af det 12. århundrede. Fra udgravning af 90 grave ved Berlins ældste bygning, Nikolajkirken med grundmure fra 1220/30, er der opnået dateringer til sidste fjerdedel af 12. århundrede. De to markgrever kan derfor ikke anses som de egentlige grundlæggere af Berlin, men de havde en afgørende andel i byens udbygning og gav privilegier til den (extructio loci) senest omkring 1240.
Til privilegierne hørte foruden overdragelse af Brandenburger-rettighederne (som toldfrihed, fri udøvelse af handel og næring, arvelig grundejerret) frem for alt, at de to markgreve gav dem stabelret til fordel for dobbeltbyen, hvilket bidrog afgørende til, at Berlin-Cölln kunne sætte sig igennem i forhold til byerne Spandau og Köpenick. Dertil kom foranstaltninger som overdragelse af Mirica, den "Cöllniske Heide", med alle udnyttelsesrettigheder til Cöllns borgere. Markgrevernes forbindelse til Berlin udtrykkes ikke mindst i deres valg af Hermann von Langele som skriftefader. Hermann var det først kendte medlem af Berlins franciskanerkonvent og optræder som bevidner af en bekendtgørelse fra 1257 fra markgreverne i Spandau.

## Arvedeling og efterkommere
I 1258/60 endte markgrevernes fælles styre. En klog opdeling af grevskabets område og en fortsat politisk forståelse mellem de to områders fyrster forhindrede dog, at det faldt fra hinanden. Forberedelse af nyordningen begyndte sandsynligvis allerede i 1250 efter den endelige erhvervelse af Uckermark, men senest i 1255 efter Johans giftermål med Jutta (Brigitte), en datter af hertug Albrecht 1. fra Sachsen-Wittenberg.

### Johanske og ottoske linjer

#### Kloster Chorin – Gravmæle og magtpolitik
Ægteskabspolitikken og den gennemførte opdeling af grevskabet i 1258 førte til den fælles stiftelse af Klosteret Mariensee på en daværende ø i søen Parsteiner See i den nordøstlige udkant af den nuværende Landkreis Barnim til brug for den johanske linje, eftersom stamklosteret Lehnin skulle forblive hos den ottoske linje. Klosterbygning blev påbegyndt i 1258 af munke fra Lehnin, men endnu før det var færdigt, blev det forlagt ca. otte kilometer mod sydvest med det nye navn Kloster Chorin. Efter sin død i 1266 blev Johan 1. gravlagt i det nye Mariensee kloster og i 1273 flyttet til Chorin. Klosterflytningen skal Johan 1. have besluttet i sit dødsår, og på sit dødsleje betænkt det planlagte Kloster Chorin med store gaver, herunder byen Parstein. Hans sønner bekræftede senere disse gaver til gunst for deres faders og deres egen sjælefrelse.
Som ved alle askaniske klostergrundlæggelser spillede udover sjælesorg-aspektet også økonomiske og magtpolitiske overvejelse en vigtig rolle ved Chorin, for vest for klosteret var der en slavisk ringmur på øen i Parsteiner See, som brødrene meget sandsynligt ville bruge som tårnborg imod de pommeske konkurrenter. Klosteret skulle overtage Midtpunkts- og herredømmefunktioner. „Både grundlæggelsen i sig selv og dens beliggenhed i en et gammelt regionalt centrum ‚på tværs‘ af færdselsvejene […] i de beboede landstrækninger er en landsfremmende-magtpolitisk kalkyle.“

#### Landsopdeling
Ved landsopdelingen tilfaldt der Johan 1. og hans efterkommere Stendal med Altmark, der som Brandenburgs vugge tilhørte markgrevskabet til 1806, foruden blandt andet Havelland og Uckermark, mens hans broder Otto sad i Brandenburg/Spandau og Salzwedel og regerede Barnim, Land Lebus og Land Stargard. Indkomsterne og antallet af vasaller var i forgrunden ved opdelingen, mens geografiske hensyn kun spillede en underordnet rolle. Johans og Ottos efterfølgere som markgrever af Brandenburg, Otto 4. (med Pilen), Valdemar (den Store) og Henrik 2., (barnet) afstammede alle fra den johanske linje. Ottos sønner og hans barnebarn og Johans øvrige efterkommere førte dog ligeledes titlen markgreve og underskrev i denne funktion – som også Johans sønner Johan 2. og Konrad 1. gjorde ved medunderskrivelsen af bekendtgørelsen om at flytte klosteret til Chorin – forskellige dokumenter, men var dog kun "medregenter".
1317 endte den ottoske linje, da markgreve Ludwig døde i Spandau, og den sidste store askaniske markgreve Valdemar kunne samme år igen sammenføre begge linjer. Kun tre år senere uddøde imidlertid også den johanske linje, så det askaniske herredømme i Brandenburg sluttede i 1320. Bare 30 år tidligere, i 1290, havde 19 markgrever fra begge linjer mødtes på et bjerg ved Rathenow, men i 1318 levede kun Valdemar og Henrik "barnet". Den sidste askanier i Brandenburg, Henrik 2. (barnet) (død 1320), spillede i sine to "regeringsår" som elleveårig 1319/1320 kun en ubetydende rolle og blev straks en brik i spillet for forskellige slægter, som forsøgte at udnytte det opståede magttomrum.

### Familie og efterkommere
Johan ægtede
- 1230 Sofie (1217–1247), datter af Valdemar Sejr og hans dronning Berengaria.
- 1255 Jutta (Brigitte) (? –1266), datter af hertug Albrecht 1. af Sachsen og Agnes af Østrig (1206–1238).

Børn med Sofie af Danmark:
- Johan 2. (1237 (?)–1281), medregent som markgreve af Brandenburg
- Otto 4. „mit dem Pfeil“ (ca. 1238–1308), markgreve af Brandenburg
- Erik (ca. 1242–1295), ærkebiskop af Magdeburg 1283–1295
- Konrad 1. (ca. 1240–1304), medregent som markgreve af Brandenburg, far til den sidste store märkiske Askanier, markgreve Valdemar
- Helene (1241/42 –1304), fra 1258 gift med markgreve Dietrich af Landsberg, (1242–1285)
- Hermann (?–1291), fra 1290 Biskop af Havelberg

Børn med Jutta af Sachsen:
- Agnes (1255–1304), fra 1273 gift med Erik Klipping (1249 –1286), fra 1293 gift med Gerhard 2. (1254–1312), mellem 1290 og 1312 greve af Holstein-Plön
- Henrik 1. „uden land“ (1256–1318), markgreve af Landsberg
- Mechthild (?–før 1209), gift med hertug Bogislaw 4. af Pommern, (1258–1309)
- Albrecht (ca. 1258–1290)

Mellem 1261 og 1264 holdt Johan 1. den danske kong Erik Klipping som fange. Denne ægtede i 1273 Johans datter Agnes (1257–1304).
Efter at Johans bror Otto 3., som i 1266/67 havde regeret alene efter Johans død, var død, overtog Johans ældste søn Otto "med pilen" positionen som lensherre over markgrevskabet Brandenburg som Otto 4..

## Mindesmærke

### Brødrenes dobbeltstatue i Siegesallee
Dobbeltstatuen, som er gengivet til højre stod i den daværende Siegesallee i Tiergarten i Berlin, som kejser Vilhelm 2. fra 1895 lod anlægge som en "Pragtboulevard" med mindesmærker fra Brandenburgs og Preussens historie. Under ledelse af Reinhold Begas skabte 27 billedhuggere mellem 1895 og 1901 32 ca. 2,75 m høje statuer sf brandenburgske og preussiske herskere. Hver statue blev flankeret af to mindre buster af personer, som havde spillet en vigtig rolle for herskeren eller i landenes historie.
Statuen af Johan 1. og Otto 3. indgår i mindesmærkegruppe 5, og busterne på statuen viser provst Simeon af Cölln og Marsilius. Simeon er nævnt som vidne den 28. oktober 1237 sammen med Johan 1. og biskop Gernand af Brandenburg i Cöllns første kundgørelse. Marsilius var den første påviste "Schultheiß" (overøvrighed, borgmester og dommer) for Cölln og Berlin med ansvar for begge byer samtidig.
Valget af de verdslige og kirkelige overhoveder for Berlin-Cölln som bifigurer understreger den tætte forbindelse mellem markgreve-brødrene og byen Berlin ifølge historieopfattelsen hos Reinhold Koser, der var historisk leder af Siegesallee-projektet. Koser betragtede grundlæggelsen eller udvidelsen af den senere hovedstad som markgrevernes mest betydende fortjeneste og satte den over udvidelsen af landområdet og klostergrundlæggelserne. Desuden gjorde brødrenes fælles og enige styre, som det var fremstillet i krøniken fra 1280, indtryk på ham. Efter Kosers udkast besluttede billedhuggeren Max Baumbach sig derfor for at gøre grundlæggelsen af Berlin til dobbeltstatuens centrale tema.
Johan 1. ses siddende på en sten med den kundgørelse, efter hvilken Berlin og Cölln skulle have opnået bystatus, over sine knæ. Den yngre Otto 3. står ved siden af ham med den ene arm rettet mod kundgørelsen, mens den anden holder om et spyd. "Ved de udbredte arme og Ottos sænkede hoved antydes brødrenes beskyttelse og fremme af byen. At de unge bygrundlæggere her fremstilles som modne mænd, anså Koser som tilladeligt ifølge den kunstneriske frihed." To drengeskikkelser havde efter den gængse historieopfattelse ikke i tilstrækkelig grad kunnet udtrykke grundlæggelsen af en senere verdensby.
Den samlede arkitektur af gruppen er holdt i romansk stil, men de to ørne ved bænkens ender udviser ifølge Uta Lehnert Former fra den strenge jugendstil.

### Digt
Filosoffen, digteren og filolog Otto Friedrich Gruppe (1804–1876) har udgivet et digt om de to markgrever.